# The Wrights
The Wrights est un duo américain de musique country composé d'Adam et de Shannon Wright, qui sont mari et femme ; Adam Wright est le neveu de l'artiste country Alan Jackson.
Adam et Shannon Wright se rencontrèrent en 1998 après qu'Adam intégra le groupe de Shannon à Atlanta. Les deux artistes commencèrent à écrire des chansons ensemble, se marièrent finalement puis s'installèrent à Nashville en 2002,. Deux des chansons du duo figurent sur l'album d'Alan Jackson « What I Do » (2004).
Un an plus tard, leur premier album, Down This Road, fut publié avec le label personnel de Jackson, ACR (Alan's Country Records), en association avec RCA Records,. Adam et Shannon ont écrit toutes les chansons de leur album. Un album éponyme contenant huit chansons sortit en 2008, également avec le label ACR/RCA.

## Discographie

### Albums
| Année | Titre             | US Country |
| ----- | ----------------- | ---------- |
| 2005  | Down This Road    | 71         |
| 2008  | The Wrights       |            |
| 2008  | In The Summertime |            |

### Singles
| Année | Titre              | Album          |
| ----- | ------------------ | -------------- |
| 2005  | « Down This Road » | Down This Road |
| 2005  | « On the Rocks »   | Down This Road |

### Vidéos musicales
| Année | Vidéo              | Réalisateur     |
| ----- | ------------------ | --------------- |
| 2005  | « Down This Road » | Steven Goldmann |